# Storena longiducta
Storena longiducta är en spindelart som beskrevs av Rudy Jocqué och Baehr 1992. Storena longiducta ingår i släktet Storena och familjen Zodariidae.
Artens utbredningsområde är Queensland. Inga underarter finns listade i Catalogue of Life.